# آيت عيسى ميمون
آيت عيسى ميمون إحدى بلديات دائرة واقنون التابعة لولاية تيزي وزو، وهي من البلديات التي لها طابع جبلي إذ تبلغ أعلى قمة فيها 801 م في قرية إغيل بوشن. يحدها شمالا بلدية بوجيمة وشرقا بلدية تيقوبعين ومن الجنوب الغربي بلدية تيزي وزو.
بلغ عدد سكانها عام 2008 ما يقارب 20268 نسمة.

## الأنشطة الاقتصادية

### الزراعة
للبلدية أراضي زراعية هامة جدا مما جعلها تهتم بتربية المواشي ولها مردود جد مهم من ناحية إنتاج الحليب واللحوم الحمراء و البيضاء.

### الصناعة
تتعدد الصناعات بالبلدية مثل:
- مواد البناء.
- الخشب ومنتجاته.
- الصناعات الغذانية.
- الغزل والنسيج.
- صناعة المواد الغذائية الحيوانية.
- صناعات حديدية وبلاستيكية متنوعة.
- وصناعات أخرى.

### السياحة
تطل بلدية ايت عيسي ميمون على السلسلة الجبلية جرجرة من الجهة الجنوبية ومن الجهة الشمالية تقرب بحوالي 30كلم إلى بحر تيقزيرت مما يعطيها نسيما جد منعش بالخصوص في الصيف وفي الشتاء تكسها حلة بيضاء من الثلج وفي هذه المنطقة فيها بناء عمراني قديم ذو طابع امازيغي الذي هو في طريق الزوال.

## التقسيم الإداري
تنقسم البلدية إلى عدة قرى كما يلي:
- ضالوث
- قرية اقاوج
- قرية بوشوبة
- قرية بوصوار
- قرية امقشرن
- قرية اتخلفات
- قرية تحانوت
- إغيل بوشن
- قرية اقني ناعمر
- قرية اخلوين
- قرية اقروا تحانوت
- قرية لازيف اوحداذ
- قرية منجاح
- قرية اث إبراهيم
- لمضامر
- ثيبلاكين
- لبضاحي

## التعليم والتمدرس
التعليم له حظ وافر حيث 99 في المائة متمدرسين لما تحضي به هذه المنطقة من مدارس ابتدائية واكمالية وثناويات وارتفاع المستوى المعيشي مما جعل التعلم يسيرا جدا والقرارات الحكومية في التعليم الإجباري.
اما من ناحية التعليم العالي فتزخر ولاية تيزي وزو بثلاث جامعات عامرة مما ساعد هذه البلدية لقربها إلى هذه الجامعات في تمدرس أبنائها.

## التاريخ
تحظى المنطقة بتاريخ زاخر من البطولات في محاربة الاستعمار أثناء الثورة الجزائرية حيث كانت من بين المناطق الأولي التي قدمت أبناءها في سبيل الله من أجل تحرير الوطن.

## مواضيع ذات صلة
- بلديات ولاية تيزي وزو
- دوائر ولاية تيزي وزو